# 格変化
格変化（かくへんか、case inflection）とは、格の区別を表す、名詞、形容詞、限定詞などの語形変化のことである。
語形変化による格は、ふつう接尾辞によって表される。マシュー・ドライヤーによる調査では、名詞が格変化する505の言語のうち、452言語は接尾辞によって格の区別を表す。たとえば (1) のバツ語の例では、名詞 Lek’iv が能格であることが接尾辞 -v によって表されている。
接尾辞以外の手段で格を表す言語は珍しい。ドライヤーの調査では 38 言語が接頭辞、5 言語が声調の変化、1 言語が語幹の母音の変化によって格を区別する。(2) は接頭辞で格を区別するトンガ語の例である。名詞 aJoni が ‘with John’ の意味であることが接頭辞 a- によって表されている。 

## 格組織の衰退
言語変化によって格組織が衰退し、ごく一部の語だけが格変化を痕跡的に残しているという場合がある。たとえば、インド・ヨーロッパ祖語（印欧祖語）は語形変化によって8つの格を区別していたと推定されている。しかし、印欧祖語から派生した言語の一つであるヒンディー語では、表 1 のように名詞が格変化によって区別する格は 3 つだけである。लड़का (laṛkā)「少年」は男性名詞、लड़की (laṛkī)「少女」は女性名詞の例である。
|      | 単数        | 複数        | 単数        | 複数        |
| ---- | ----------- | ----------- | ----------- | ----------- |
| 直格 | laṛkā       | laṛke       | laṛkī       | laṛkiyā̃     |
| 斜格 | laṛke       | laṛkõ       | laṛkī       | laṛkiyõ     |
| 呼格 | laṛke       | laṛko       | laṛkī       | laṛkiyo     |
|      | लड़का「少年」 | लड़का「少年」 | लड़की「少女」 | लड़की「少女」 |

また、ヒンディー語の形容詞は一部を除いてほとんどが格変化をしない。ヒンディー語では、衰退した格組織に代わって、後置詞が様々な格の区別を表すのに用いられている。
ドイツ語も印欧祖語から派生した言語の一つであるが、その格組織はヒンディー語とは別種の変化を遂げている。ドイツ語では、限定詞や句頭の形容詞は格変化によって主格、属格、与格、対格の4つを区別するが、名詞自体はほとんどの場合語形変化しない。すなわち、格の区別はもっぱら限定詞や形容詞の語形変化によって表されており、名詞の格変化はわずかに痕跡として残っているに過ぎない。